# Pipeta

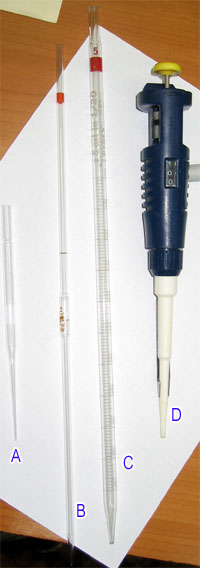
Pipety: A – Pasteura, B – jednomiarowa, C – wielomiarowa, D – pipeta automatyczna

Pipeta – sprzęt laboratoryjny – rurka szklana lub wykonana z tworzywa sztucznego, służąca do przenoszenia i odmierzania cieczy.
W laboratoriach spotykane są trzy rodzaje pipet:
Pipeta Pasteura (A na rysunku) to najprostszy rodzaj pipety. Jest to rurka szklana, o pojemności zazwyczaj ok. 1 ml, która posiada dolny odcinek wąski i górny odcinek szerszy. Ma ona charakter sprzętu jednorazowego użytku. Przy jej pomocy pobiera się i przenosi niewielkie ilości cieczy przy pomocy ssawki.
Pipeta miarowa (B i C)  jest to zazwyczaj długa i wąska (od 25 cm do 1 m) rurka szklana z precyzyjną skalą, która na jednym końcu posiada zwężenie, a na drugim gładką i prostą końcówkę. Końcówka służy do zakładania nań ssawki gumowej (lub specjalnej pompki z pokrętłem "Pi-Pump"), choć może też służyć do zasysania cieczy ustami, czego jednak wyraźnie zabraniają przepisy BHP, obowiązujące w większości laboratoriów. Pipeta miarowa służy do bardzo precyzyjnego  (bardziej niż przy zastosowaniu cylindra miarowego) odmierzania cieczy. Pipety miarowe są zwykle wykonywane ze szkła sodowego, o małym współczynniku rozszerzalności cieplnej. Skala pipet miarowych jest kalibrowana na "wylew", tzn. uwzględnia fakt, że na ściankach utrzymuje się zawsze cienka warstwa odmierzanej cieczy, a w przewężeniu pozostaje ostatnia kropla. Stąd odmierzając ciecz pipetą miarową nie należy nigdy strącać resztek cieczy. Pipety miarowe miewają pojemność od 1 ml do 0,5 l. Pipety o większej objętości posiadają często małe zbiorniczki, dzięki którym są one krótsze przy zapewnieniu dużej precyzji pomiaru objętości. 
Część pipet o większej pojemności (B) umożliwia pomiar tylko jednej objętości, za to z bardzo dużą precyzją. Pipety takie nie posiadają pełnej skali, lecz tylko nacięcie na szyjce wskazujące na poziom do którego należy nabrać ciecz. Pipety te są czasami nazywane pipetami mianowanymi.

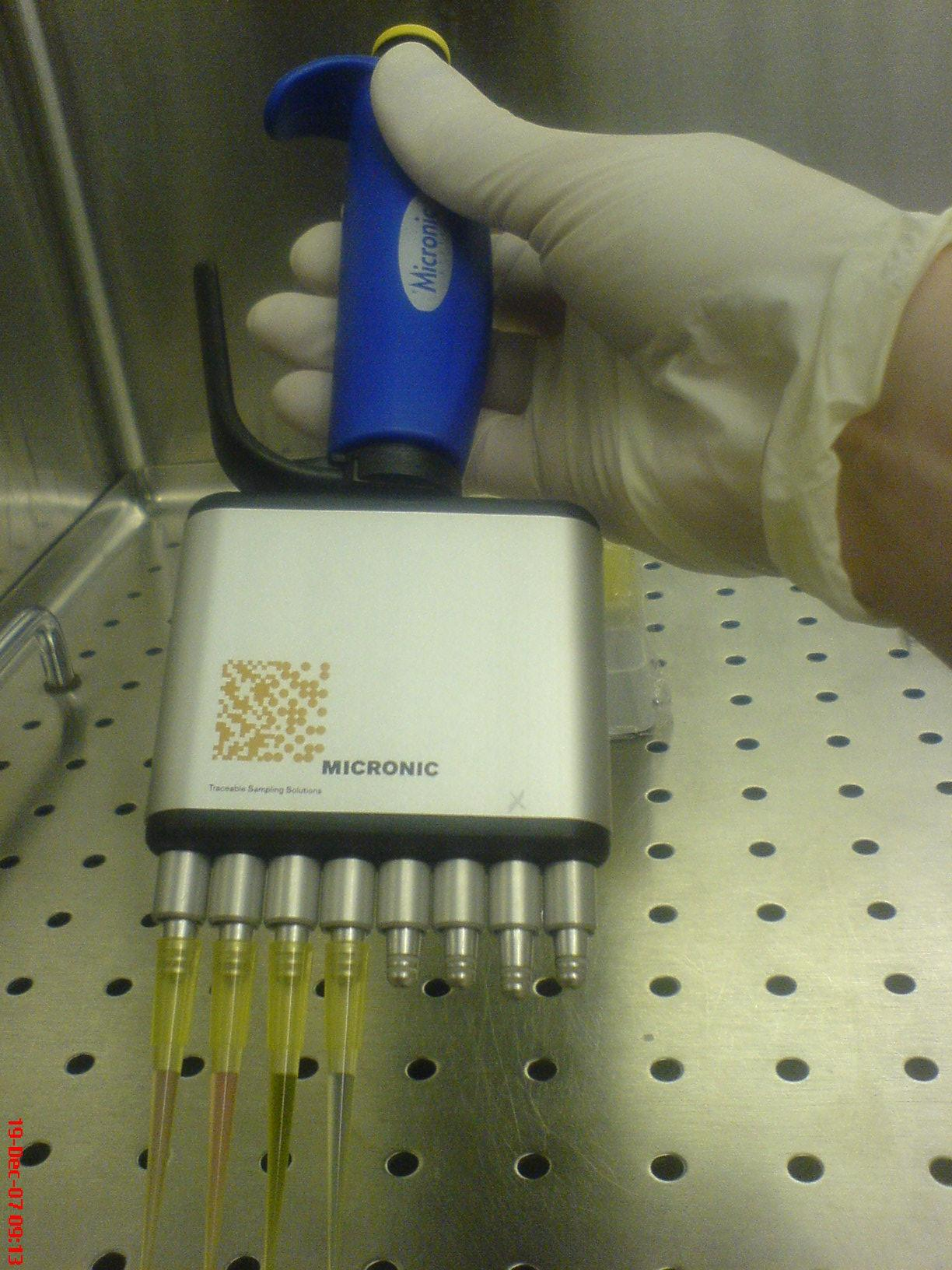
Pipeta automatyczna wielokanałowa

Pipeta automatyczna (D) jest to specjalny rodzaj pipety miarowej. Posiada ona mechanizm składający się z tłoczka ze sprężynką, rączki, regulatora oraz wymiennej końcówki. Końcówki są zazwyczaj produkowane z teflonu lub polietylenu. Odmierzana ciecz jest pobierana tylko do końcówki, przy pomocy tłoczka, który po zwolnieniu jest wypychany przez sprężynkę i zasysa ściśle określoną ilość cieczy. Regulator jest precyzyjnym ogranicznikiem skoku tłoczka. Przyjmuje on postać pokrętła ze skalą objętości lub, w bardziej zaawansowanych technologicznie pipetach, urządzenia elektronicznego z wyświetlaczem ciekłokrystalicznym. Zakres regulacji jest podawany na przycisku do popierania i oznaczany kolorem). Produkowane są też wersje stałopojemnościowe lub wielokanałowe. Niektóre modele mają możliwość automatycznego zdejmowania końcówki. Pipety automatyczne służą przede wszystkim do szybkiego odmierzania niewielkich objętości cieczy - zwykle nie większych niż 1 ml.